# Panicum steyermarkii
Panicum steyermarkii är en gräsart som beskrevs av Jason Richard Swallen. Panicum steyermarkii ingår i släktet vipphirser, och familjen gräs. Inga underarter finns listade i Catalogue of Life.